# Royalton (Minnesota)
Royalton est une ville des comtés de Morrison et de Benton dans l'État américain du Minnesota, le long de la rivière Platte . La population était de 1 281 habitants au recensement de 2020. La ville est située principalement dans le comté de Morrison.
La partie du comté de Benton de Royalton fait partie de la zone statistique métropolitaine de St. Cloud.

## Histoire
Royalton a été fondé en 1878 et nommé d'après Royalton, Vermont, la maison natale d'une partie des premiers colons. Royalton a été constituée en 1887.
Royalton participe à Green Step Cities depuis sa création en 2010 et est devenu le premier bâtiment municipal du Minnesota à installer des panneaux solaires photovoltaïques avec un générateur de 7 kW sur le toit de l'hôtel de ville.

## Géographie
Selon le United States Census Bureau, la ville a une superficie totale de 1,99 milles carrés (5,15 km2)  , tout terrain.
US Highway 10 sert de route principale dans la communauté.

## Démographie

### Recensement de 2010
Au recensement  de 2010, il y avait 1 242 personnes, 455 ménages et 324 familles vivant dans la ville. La densité de population était de 241 habitants par kilomètre carré. Il y avait 487 unités de logement à une densité moyenne de 94,5/km². La composition raciale de la ville était de 99,0 % de blancs, de 0,4 % d'asiatiques et de 0,6 % d'au moins deux races de plus. Les hispaniques ou latinos de toute race représentaient 0,9% de la population.
Il y avait 455 ménages, dont 42,9% avaient des enfants de moins de 18 ans vivant avec eux, 56,7% étaient des couples mariés vivant ensemble, 8,6% avaient une femme au foyer sans mari, 5,9% avaient un homme au foyer sans femme présente, et 28,8 % n'étaient pas des familles. 23,3% de tous les ménages étaient composés de célibataires et 7,7% avaient une personne vivant seule âgée de 65 ans ou plus. La taille moyenne des ménages était de 2,70 et la taille moyenne des familles de 3,18.
L'âge médian dans la ville était de 30,6 ans. 31,6 % des résidents avaient moins de 18 ans ; 7,9 % avaient entre 18 et 24 ans ; 30,1 % avaient entre 25 et 44 ans ; 20,8 % avaient entre 45 et 64 ans ; et 9,4 % avaient 65 ans ou plus. La composition par sexe de la ville était de 50,1% d'hommes et de 49,9% de femmes.

### Recensement de 2000
Au recensement  de 2000, il y avait 816 personnes, 322 ménages et 209 familles vivant dans la ville. La densité de population était de 183,2 personnes  par km 2 . Il y avait 328 unités de logement à une densité moyenne de 73,6/km 2. La composition raciale de la ville était de 98,77 % de blancs, de 0,25 % d'amérindiens, de 0,49 % d'insulaires du Pacifique et de 0,49 % d'au moins deux races de plus. Les hispaniques ou latinos de toute race représentaient 0,86% de la population.
Il y avait 322 ménages, dont 34,8% avaient des enfants de moins de 18 ans vivant avec eux, 51,2% étaient des couples mariés vivant ensemble, 8,7% avaient une femme au foyer sans mari et 34,8% n'étaient pas des familles. 27,0% de tous les ménages étaient composés de célibataires et 13,7% avaient une personne vivant seule âgée de 65 ans ou plus. La taille moyenne des ménages était de 2,53 et la taille moyenne des familles était de 3,14.
Dans la ville, la population était dispersée, avec 26,8 % de moins de 18 ans, 10,8 % de 18 à 24 ans, 30,9 % de 25 à 44 ans, 17,9 % de 45 à 64 ans et 13,6 % de 65 ans ou plus. plus âgée. L'âge médian était de 34 ans. Pour 100 femmes, il y avait 101,5 hommes. Pour 100 femmes de 18 ans et plus, il y avait 94,5 hommes.
Le revenu médian d'un ménage de la ville était de 33 173 $ et le revenu médian d'une famille de 42 188 $. Les hommes avaient un revenu médian de 31 167 $ contre 20 446 $ pour les femmes. Le revenu par habitant de la ville était de 15 926 $. Environ 6,3 % des familles et 9,0 % de la population vivaient sous le seuil de pauvreté, dont 8,4 % des moins de 18 ans et 15,9 % des 65 ans ou plus.

## Éducation
Le district scolaire de Royalton exploite une école primaire et une école secondaire. Comme pour les autres districts scolaires du Minnesota, les écoles Royalton offrent une inscription ouverte. Le surnom de l'équipe sportive pour le lycée est les Royals, la mascotte étant un Lion. Royalton propose des sports à travers les écoles et des activités supplémentaires. À l'école primaire, il y a des activités éducatives communautaires, y compris jouer d'autres équipes dans les sports.
L'école primaire Royalton est située à côté de l'église Holy Trinity et de l'église luthérienne. Les enfants peuvent suivre des cours de religion pendant la journée selon les horaires (normalement le mercredi avant le déjeuner). Avec environ 3-4 enseignants par niveau et 22 élèves dans chaque classe, c'est une école de taille moyennement petite.
Royalton propose "MAP" (My Afterschool Place) aux enfants qui ne sont pas récupérés tout de suite après l'école.
Le Royalton Football a une histoire d'excellence depuis que l'entraîneur Jamie Morford a pris la relève, remportant environ 78% de leurs matchs depuis qu'il a pris la relève. L'équipe féminine de basket-ball de Varsity a remporté le championnat de la conférence des Prairies en 1998-1999, 2017-18 et 2018-19 et le championnat de la conférence du centre du Minnesota en 2019-2020.

## Personnes notables
- The DeZurik Sisters, un numéro de chant
- Jim Langer, joueur du Temple de la renommée du football professionnel 1970-1981
- Christian Rosenmeier, avocat et sénateur d'État
- Gordon Rosenmeier, avocat et sénateur d'État ; fils de Christian

## Infrastructures

### Transport
- Autoroute américaine 10

### Transport ferroviaire
- Chemin de fer Empire Builder le long de la US Route 10

### Énergie
- Barrage Blanchard